# Суперкубок Грузії з футболу 1997
Суперкубок Грузії з футболу 1997 — 2-й розіграш турніру. Матч відбувся 3 серпня 1997 року між чемпіоном та володарем кубка Грузії клубом Динамо (Тбілісі) і фіналістом кубка Грузії клубом Динамо (Батумі).
| Володар Суперкубка Грузії 1997 |
| ------------------------------ |
|                                |
| Динамо (Тбілісі) Другий титул  |

## Матч

### Деталі
| 3 серпня 1997 |

| Динамо (Тбілісі) | 4:1 | Динамо (Батумі) |
| ---------------- | --- | --------------- |
|                  |     |                 |

| Стадіон імені Гіві Кіладзе, Кутаїсі |